# Schrei Live
Schrei Live est le deuxième DVD du groupe de rock allemand Tokio Hotel. Il est sorti le 7 avril 2006. Le DVD contient un concert enregistré à Oberhausen,le 11 mars 2006. Un documentaire, One Night in Tokio est présent sur le DVD.

## Liste des titres
1. Jung und nicht mehr jugenfrei
2. Beichte
3. Ich bin nicht ich
4. Schrei
5. Leb' die Sekunde
6. Schwarz
7. Laß uns hier raus
8. Gegen meinen Willen
9. Durch den Monsun
10. Thema Nr. 1
11. Wenn nichts mehr geht
12. Rette mich
13. Freunde bleiben
14. Der letzte Tag

+ Bis
1. Frei im freien Fall
2. Unendlichkeit
3. Durch den Monsun

+ Extras
- One night in Tokio
- Bildergallerie

## Autres informations
- Le DVD est sorti le 2 janvier 2007 en France avec en Bonus des Schwartz Ticket que dans certains DVD pour passée une journée avec le groupe.
- Les sous-titrages du DVD sont que dans 6 langues: Anglais, Français; Italien, Polonais, Japonais et Russe.

## Charts
| 2006 | Schrei Live | 1 | 1 | 1 |